# Maugli
Maugli (russisk: Маугли) er en sovjetisk animationsfilm fra 1973 af Roman Davydov.